# 厄爾島
厄爾島（英語：Earle Island），是南極洲的島嶼，位於葛拉漢地，處於達爾文島西南面6公里，屬於茹安維爾群島中危險群島的一部分，現時由南極條約體系管理。